# Isabella Arkadjewna Grinewskaja

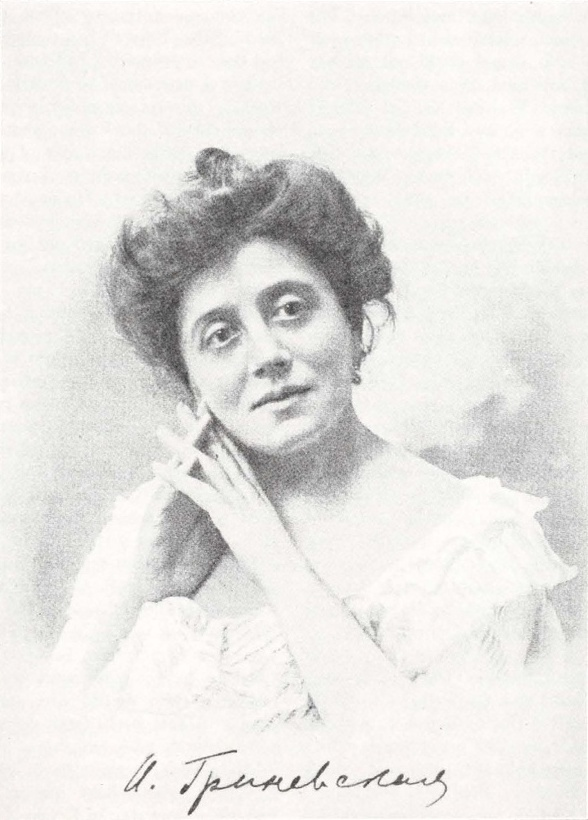
Isabella Arkadjewna Grinewskaja

Isabella Arkadjewna Grinewskaja (russisch Изабелла Аркадьевна Гриневская) ist das Pseudonym von Berta Beyle Friedberg (jiddisch בײלע פֿרידבערג, russisch Бейлэ Фридберг; * 3. Maijul. / 15. Mai 1864greg. in Grodno; † 1944 in Leningrad), einer russisch-jiddischen Dichterin und Schriftstellerin.

## Leben
Grinewskaja, Tochter des jüdischen Schriftstellers Abraham Schalom Friedberg, besuchte das Gymnasium. Sie ging zum Studium nach St. Petersburg, wo sie an den Höheren Kursen für Frauen teilnahm. Sie arbeitete an der Brockhaus-Efron-Enzyklopädie mit und begann zu schreiben. 1886 heiratete sie den jüdischen Schriftsteller Mordechai Spektor (1858–1925), der die Zeitschrift Hoyz-fraynd gründete. Im folgenden Jahr ging sie mit ihrem Mann nach Warschau, wo das Paar sich dann trennte.
Grinewskajas erste Veröffentlichung waren die jiddischen Erzählungen  Der yosem (Der Waise) und In der fremd in der ersten Ausgabe des Hoyz-fraynds (1888). Es folgten Nisht oysgehaltn in der ersten Ausgabe der Yudishe biblyotek, Fun glik tsum keyver, a khosn oyf oystsoln (Vom Glück zum Grab, ein Freier zahlt) als 28-seitige Sonderausgabe in Warschau 1894 und 1895 Der raicher feter (Der reiche Onkel). In den 1890er Jahren lebte sie in Odessa. Ihre literarische Tätigkeit in russischer Sprache begann mit Übersetzungen. Es folgten Gedichte, Erzählungen, Bühnenwerke und Aufsätze. 1891 veröffentlichte sie Aufsätze über Indien, Japan und Afrika. 1895 veröffentlichte sie das Bühnenwerk Perwaja Grosa (Erstes Gewitter), worauf eine Reihe von Einaktern folgte. Sie gab Bücher heraus, und ihre Einakter wurden in St. Petersburg und in der Provinz aufgeführt. Unter dem Pseudonym Tamarina trat sie selbst auf der Bühne auf und gab Schauspiel- und Deklamationsunterricht. 1896 erschien ihre russische Übersetzung des Romans Un amour au pays des mages von A. de Saint-Quentin. Sammelbände folgten 1900 und 1904. 1905 wurde sie Mitglied des Repertoirerats am Zeitgenössischen Theater der Schauspielerin N. N. Otradina in St. Petersburg.
Am bekanntesten wurden Grinewskajas Bühnenwerke Bab (1903, aufgeführt im Theater der Gesellschaft für Literatur und Kunst in St. Petersburg 1904) und Becha-Ulla (St. Petersburg 1912), die den Religionsstiftern Bab und Bahāʾullāh gewidmet waren. Der Bab war zunächst als Historiendrama geplant. Im Verlauf der Arbeit interessierte sie sich zunehmend für die Lehre Babs und wurde später Anhängerin des Bahaitums. Die Zeit vor der Russischen Revolution 1905 war günstig für die Aufnahme der demokratischen Soziallehre Babs, was vermutlich zum Erfolg des Stücks beitrug. 1903 lobte Lew Nikolajewitsch Tolstoi in einem Brief das Stück und äußerte sein starkes Interesse an den Lehren Babs und Bahāʾullāhs. Entsprechend Grinewskajas Wünschen übersetzte Friedrich Fiedler die beiden Stücke ins Deutsche. An der Übersetzung ins Französische arbeitete die Übersetzerin Galperina. Es gibt auch eine tatarische Übersetzung. Der armenische Komponist Grigor Sjuni schuf ein Werk auf der Basis des Stücks Bab, das ihm bei einem Wettbewerb einen ersten Preis einbrachte und dann konfisziert wurde.
1910 unternahm Grinewskaja als Bahai-Pilgerin eine lange Reise in den Nahen Osten. Bei Alexandria traf sie ʿAbdul-Baha', der nach dem Lesen ihrer Texte ihre Stücke von der Regel ausnahm, dass Religionsverkünder nicht auf die Bühne gebracht werden dürften. Auf ihrer Reise führte Grinewskaja ein Tagebuch, aus dem sie Auszüge regelmäßig in Zeitungen St. Petersburgs und Odessas veröffentlichte. Das Gesamtwerk wurde 1914 abgeschlossen, aber bisher nicht vollständig veröffentlicht.
1915 eröffnete Grinewskaja ein eigenes Unternehmen und produzierte 1916 den Film Igra Slutschaja (Zufallsspiel). Nach der Oktoberrevolution erschien 1922 eine Gedichtsammlung von ihr. 1937 schrieb sie wiederholt an Jekaterina Pawlowna Peschkowa mit der Bitte um Erleichterungen für die Gefangenen Jekaterina Sergejewna und Dimitri Nikolajewitsch Wesselowski. Auch schrieb sie in dieser Sache direkt an den Sewostoklag-Kommandanten. Obwohl Aktivitäten der Bahai-Gruppen in der Sowjetunion seit den 1920er Jahren verboten waren, blieb Grinewskaja in Leningrad eine Bahai-Kontaktperson. Sie starb nach dem Ende der Leningrader Blockade. Ihre Aufzeichnungen wurden postum veröffentlicht.
Grinewskaja hatte eine Tochter.